# Кубок Шотландії з футболу 1893—1894
Кубок Шотландії з футболу 1893–1894 — 21-й розіграш кубкового футбольного турніру у Шотландії. Титул вперше здобув Рейнджерс.

## Перший раунд
| Команда 1                | Рахунок | Команда 2             |
| ------------------------ | ------- | --------------------- |
| 25 листопада 1893        |         |                       |
| Аберкорн (2)             | 2:1     | Фіфз КРВ (-)          |
| Альбіон Роверз (-)       | 6:0     | Блек Воч (-)          |
| Броксберн Шемрок (-)     | 3:8     | Арброт (-)            |
| Камбусленг Гіберніан (-) | 3:2     | Іст Стерлінгшир (-)   |
| Селтік (1)               | 6:0     | Герлфорд (-)          |
| Гренджмут (-)            | 1:7     | Рентон (1)            |
| Кілмарнок (-)            | 1:3     | Сент-Бернардс (1)     |
| Кінгз Парк (-)           | 2:5     | Клайд (2)             |
| Лінтхаус (-)             | 1:5     | Квінз Парк (-)        |
| Оріон (-)                | 2:11    | Літ Атлетік (1)       |
| Порт-Глазго Атлетік (2)  | 7:5     | Ейрдріоніанс (-)      |
| Рейнджерс (1)            | 8:0     | Кавлерс (2)           |
| Сент-Міррен (1)          | 1:0     | Гарт оф Мідлотіан (2) |
| Терд Ланарк (1)          | 9:3     | Інвернесс Тісл (-)    |
| Тісл (2)                 | 1:3     | Батлфілд (-)          |
| Вейл оф Левен (-)        | 1:2     | Дамбартон (1)         |

## Другий раунд
| Команда 1                     | Рахунок | Команда 2                |
| ----------------------------- | ------- | ------------------------ |
| 16 грудня 1893                |         |                          |
| Арброт (-)                    | 1:5     | Квінз Парк (-)           |
| Батлфілд (-)                  | 3:3     | Аберкорн (2)             |
| Селтік (1)                    | 7:0     | Альбіон Роверз (-)       |
| Клайд (2)                     | 6:0     | Камбусленг Гіберніан (-) |
| Дамбартон (1)                 | 1:3     | Сент-Бернардс (1)        |
| Рейнджерс (1)                 | 2:0     | Літ Атлетік (1)          |
| Рентон (1)                    | 2:2     | Порт-Глазго Атлетік (2)  |
| Терд Ланарк (1)               | 3:2     | Сент-Міррен (1)          |
| 23 грудня 1893 (перегравання) |         |                          |
| Аберкорн (2)                  | 3:0     | Батлфілд (-)             |
| Рентон (1)                    | 1:3     | Порт-Глазго Атлетік (2)  |

## Чвертьфінали
| Команда 1                    | Рахунок | Команда 2               |
| ---------------------------- | ------- | ----------------------- |
| 13 січня 1894                |         |                         |
| Аберкорн (2)                 | 3:3     | Квінз Парк (-)          |
| Селтік (1)                   | 8:1     | Сент-Бернардс (1)       |
| Клайд (2)                    | 0:5     | Рейнджерс (1)           |
| Терд Ланарк (1)              | 2:1     | Порт-Глазго Атлетік (2) |
| 20 січня 1894 (перегравання) |         |                         |
| Квінз Парк (-)               | 3:3     | Аберкорн (2)            |
| 27 січня 1894 (перегравання) |         |                         |
| Квінз Парк (-)               | 2:0     | Аберкорн (2)            |

## Півфінали
| Команда 1                     | Рахунок | Команда 2      |
| ----------------------------- | ------- | -------------- |
| 3 лютого 1894                 |         |                |
| Рейнджерс (1)                 | 1:1     | Квінз Парк (-) |
| Терд Ланарк (1)               | 3:5     | Селтік (1)     |
| 10 лютого 1894 (перегравання) |         |                |
| Рейнджерс (1)                 | 3:1     | Квінз Парк (-) |

## Фінал
| 17 лютого 1894 15:00 (CET) |

| Рейнджерс (1)               | 3:1      | Селтік (1) |
| --------------------------- | -------- | ---------- |
| Х.Маккріді Баркер Макферсон | Протокол | Мейлі      |

| Гемпден-Парк, Глазго Глядачів: 17 000 |